# Koczkodan sowiolicy
Koczkodan sowiolicy (Cercopithecus lomamiensis) – gatunek ssaka z rodziny koczkodanowatych (Cercopithecidae) odkryty w basenie rzeki Loami w Kongo w 2007 roku. Odkrycie zostało potwierdzone i opublikowane w sierpniu 2012 roku na łamach czasopisma PLOS ONE. Jest to drugi gatunek afrykańskich małp odkryty na przestrzeni ostatnich 28 lat.

## Systematyka
Najbliższym gatunkiem C. lomamiensis w obrębie rodzaju Cercopithecus jest Cercopithecus hamlyni. Zarówno jednak w świetle badań molekularnych, jak i porównawczych morfologicznych obydwa gatunki różnią się wyraźnie. Oba są też odizolowane od siebie rzeką Lomami i Lualaba (górny odcinek rzeki Kongo). Epitet gatunkowy lomamiensis wywodzi się od nazwy rzeki Lomami. Lokalne nazwy stosowane dla C. lomamiensis to „lesula” (jęz.: kingengele, kilanga, kimbole), „kifula” (kinyamituku), „tou” (tetela).

## Morfologia
Umaszczenie koczkodana sowiolicego jest zróżnicowane. Na grzbiecie sierść ma barwę bursztynową, w górnej części brzucha płową, grzywa w kolorze siwym, nogi i dolna część brzucha są czarne. Twarz blada, szczególnie w porównaniu do osobników siostrzanego koczkodana sowiogłowego.
| Cecha                      | samce (dorosłe) przedział | młode samice przedział |
| -------------------------- | ------------------------- | ---------------------- |
| długość ciała z głową (cm) | 125                       | 87–110                 |
| długość ogona (cm)         | 65–78                     | 47–62,5                |
| długość tylnej łapy (cm)   | 14–16,5                   | 13,4–13,5              |
| długość ucha (cm)          | 3,4–4                     | 2,8–4,2                |
| masa ciała (kg)            | 4–7,1                     | 3,5–4                  |

## Rozmieszczenie geograficzne
Występowanie gatunku jest ograniczone do obszaru o powierzchni 17 tys. km² w środkowej części Kongo między środkowym biegiem rzeki Lomami, a górnym biegiem rzeki Tshuapa. W regionie tym naukowcy stwierdzili dużą różnorodność człekokształtnych naczelnych, w tym trzech gatunków, które są charakterystyczne dla tego obszaru. Koczkodan sowiolicy występują na wysokości 400 do 715 m n.p.m.

## Ekologia
Na koczkodana sowiolicego poluje lampart i wojownik wspaniały z rodziny jastrzębiowatych.